# Romanów (powiat gostyniński)
Romanów – wieś w Polsce położona w województwie mazowieckim, w powiecie gostynińskim, w gminie Pacyna.
W latach 1975–1998 miejscowość należała administracyjnie do województwa płockiego.